# 桜井京子
桜井 京子（さくらい きょうこ、1912年12月2日 - 没年不詳）は、日本の女優である。本名池田 善子（いけだ よしこ）、旧芸名糸浦 柳子（いとうら りゅうこ）。身長は5尺1寸（約154.5センチメートル）、体重は非公表である。

## 人物・来歴
1912年（大正元年）12月2日、東京府東京市日本橋区葺屋町に生まれる。
旧制・千代田高等女学校（現在の武蔵野大学附属千代田高等学院）に進学するも、1927年（昭和2年）に中途退学し、同年2月、満14歳で松竹蒲田撮影所に入社した。同年10月、入社早々に松竹下加茂撮影所に異動になり、「糸浦 柳子」の芸名を名乗って、同撮影所と製作提携をしていた衣笠貞之助が主宰する衣笠映画聯盟の製作、山崎藤江の監督による『天保悲剣録』に出演して、映画界にデビューした。翌1928年（昭和3年）夏には、日活太秦撮影所に移籍し、「桜井 京子」と名を変えて、同年8月26日に公開された吉本清濤監督の『残されしもの』に出演している。
1933年（昭和8年）には、東活映画社を母体として東京・調布に設立された日本映画（のちの日活多摩川撮影所、現在の角川大映撮影所）に、映画監督の志波西果とともに移籍し、志波の監督作『旅合羽だんだら染』に出演する。同社は短命に終わり、志波とともに同年、朝日映画連盟に移籍するが、満20歳にして起こした志波との恋愛スキャンダルのために同社を離れることになる。同年夏には、京都の日活系トーキーの新会社太秦発声映画に入社している。
1935年（昭和10年）の初めに極東映画に移籍、仁科熊彦監督の『益満休之助 比叡の巻』、下村健二監督の『益満休之助 江戸の巻』、同じく『益満休之助 完結篇』に出演する。同社は、翌1936年（昭和11年）に大阪府南河内郡古市町白鳥園（現在の同府羽曳野市翠鳥園）へと製作拠点を移転したが、俳優の羅門光三郎、市川寿三郎、綾小路絃三郎、大塚田鶴子ら、監督の下村健二、園池成男（古海卓二）、児井秀男（のちの児井英生）が甲陽撮影所に残留、同年5月に甲陽映画を設立しており、大塚も彼らとともに甲陽映画に移籍した。甲陽映画は、1937年（昭和12年）4月、配給提携先のマキノトーキー製作所とともに財政が悪くなり、同年5月には解散した。
同社の解散の後に、羅門光三郎とともに今井映画製作所に移籍するが、『快闘 富士の男伊達』をもって引退した。1年後に、皇国文化映画協会の映画『お産と民俗』に出演しているが、同作以降の出演歴が不明である。時代は第二次世界大戦に突入し、その後の消息はわからない。没年不詳。

## フィルモグラフィ
すべてクレジットは「出演」である。公開日の右側には役名、および東京国立近代美術館フィルムセンター（NFC）所蔵等の上映用プリントの現存状況についても記す。同センター等に所蔵されていないものは、とくに1940年代以前の作品についてはほぼ現存しないフィルムである。

### 衣笠映画聯盟・松竹下加茂撮影所
特筆以外すべて製作は「衣笠映画聯盟・松竹下加茂撮影所」、配給は「松竹キネマ」である。すべて「糸浦柳子」名義。すべて「サイレント映画」である。
- 『天保悲剣録』 : 監督山崎藤江、1927年12月23日公開 - 妹お澄
- 『長恨夜叉』 : 監督衣笠貞之助、1928年3月1日公開 - 妹千枝
- 『白井権八』 : 監督山崎藤江、1928年3月31日公開 - 其娘お清
- 『大瀬半五郎』 : 監督星哲郎、1928年4月28日公開
- 『蒼白の剣士』 : 監督高見定衛、製作山本礼三郎プロダクション、1928年7月1日公開

### 日活太秦撮影所
特筆以外すべて製作は「日活太秦撮影所」、配給は「日活」である。以降すべて「桜井京子」名義。
- 『残されしもの』 : 監督吉本清濤、1928年8月26日公開 - お里
- 『お小姓組』 : 監督高橋寿康、1928年9月24日公開 - 腰元渚
- 『涙恨』 : 監督高橋寿康、1928年10月6日公開 - 芸妓・千代若（主演）
- 『落花剣光録 第一篇』 : 監督清瀬英次郎、1928年12月13日公開 - お美代（茶屋の娘）
- 『松平長七郎』 : 監督高橋寿康、1929年1月7日公開 - 町野
- 『落花剣光録 第二篇』 : 監督清瀬英次郎、1929年1月20日公開 - お美代（茶屋の娘）
- 『英傑秀吉』 : 監督池田富保、1929年3月31日公開 - 村の女房おきし
- 『大前田道中記』 : 監督由川正和、1929年4月12日公開 - その妹・お静
- 『落花剣光録 第三篇』 : 監督清瀬英次郎、1929年5月3日公開 - お美代（茶屋の娘）
- 『日活行進曲 曽我兄弟』 : 監督清瀬英次郎、1929年7月7日公開 - 化粧坂の少将、現存（NFC所蔵[7]）
- 『日活行進曲 早駕籠は西へ』 : 監督志波西果、1929年7月7日公開
- 『白井権八』 : 監督由川正和、1929年7月26日公開 - お光
- 『蜂須賀小六 第一篇 長江半之丞の巻』 : 監督高橋寿康、1929年8月1日公開 - 娘お花
- 『牡丹燈の記』 : 監督高橋寿康、1929年8月23日公開
- 『蜂須賀小六 第二篇 坂田小平次の巻』 : 監督高橋寿康、1929年9月1日公開 - 娘お花
- 『修羅城 水星篇 火星篇』 : 監督池田富保、1929年10月1日公開 - 若葉
- 『竜巻長屋』 : 監督渡辺邦男、1929年11月29日公開 - 芸者・小鹿
- 『魔剣籠釣瓶』 : 監督渡辺邦男、1929年12月6日公開
- 『山本勘助』 : 監督渡辺邦男、1929年12月18日公開 - 妹折枝
- 『千丈の紅恋』 : 監督仏生寺弥作、1930年2月14日公開 - 百姓娘・おみち
- 『春風の彼方へ』 : 監督伊丹万作、製作片岡千恵蔵プロダクション、配給日活、1930年3月14日公開 - お町
- 『鬼子と母神』 : 監督仏生寺弥作、1930年3月15日公開 - 安彦の許婚・千代野
- 『高瀬舟』 : 監督仏生寺弥作、1930年3月28日公開 - 喜助の恋人・お咲
- 『元禄快挙 大忠臣蔵 天変の巻 地動の巻』 : 監督池田富保、1930年4月1日公開 - 棟梁の娘お艶、1分の断片が、現存（NFC所蔵[7]）
- 『花戦』 : 監督高橋寿康、1930年5月9日公開 - 金井絹代
- 『落花飛炎録』 : 監督清瀬英次郎、1930年6月7日公開 - 娘お妙
- 『鬘』 : 監督岡田敬、1930年8月15日公開
- 『鬼鹿毛若衆』 : 監督池田富保、1930年8月15日公開 - 深雪太夫
- 『股旅しぐれ』 : 監督辻吉朗、1930年9月5日公開 - 娘・お蝶
- 『諧謔三浪士』 : 監督稲垣浩、製作片岡千恵蔵プロダクション、配給日活、1930年9月19日公開 - 娘おとよ、現存（NFC所蔵[7]）
- 『酒中浪人』 : 監督益田晴夫、1930年9月26日公開
- 『逃げ行く小伝次』 : 監督伊丹万作、製作片岡千恵蔵プロダクション、配給日活、1930年10月10日公開 - 武家の娘
- 『興亡新選組 前史』 : 監督伊藤大輔、1930年10月17日公開 - 質屋の娘・お柳
- 『湖畔の盗賊』 : 監督清瀬英次郎、製作片岡千恵蔵プロダクション、配給日活、1930年10月24日公開 - お妙
- 『興亡新選組 後史』 : 監督伊藤大輔、1930年10月31日公開 - 質屋の娘お柳
- 『十四郎御用篇』 : 監督辻吉朗、1930年11月28日公開 - 妹おたず
- 『旅姿上州訛』 : 監督伊藤大輔、1930年11月31日公開 - 娘・お初
- 『血染の伽羅 前後篇』 : 監督渡辺邦男、1930年12月25日公開 - お妙（唐犬の娘）、1分の断片が現存（NFC所蔵[7]）
- 『日活オンパレード』 : 監督阿部豊、1930年12月31日公開
- 『維新暗流史 第二篇 大地に立上る者』 : 監督辻吉朗、1931年2月13日公開 - 百姓の娘・おしの
- 『天魔』 : 監督高橋寿康、1931年2月20日公開 - 養女お絹
- 『御家人くづれ』（『御家人くずれ』） : 監督辻吉朗、1931年5月8日公開 - 娘お君
- 『源太時雨 前篇』 : 監督清瀬英次郎、1931年9月3日公開 - お霜
- 『源太時雨 後篇』 : 監督清瀬英次郎、1931年9月10日公開 - お霜
- 『討入以前』 : 監督辻吉朗、1932年1月7日公開 - 新六妹・数枝
- 『小笠原騒動 鬼奴岡田良介』 : 監督渡辺邦男、1932年1月29日公開 - お藤の方
- 『紅涙坂下御門』 : 監督渡辺邦男、1932年2月5日公開 - 侍女澄代
- 『田原坂最後の偵察』 : 監督深川ひさし、1932年2月18日公開 - 妻・萩江
- 『乱鐘の大江戸』 : 監督益田晴夫、1932年2月18日公開
- 『田吾作ホームラン』 : 監督池田富保、1932年3月17日公開 - 君子
- 『異色 水戸黄門』 : 監督辻吉朗、1932年4月1日公開 - 妹・お加代
- 『紅緒の伝八笠』 : 監督益田晴夫、1932年5月6日公開 - お静
- 『七人の花嫁』 : 監督マキノ正博、1932年6月17日公開 - 水茶屋のお静（平次許婚）
- 『杖立騒動』 : 監督渡辺邦男、1932年6月24日公開
- 『暴風の佐渡へ』 : 監督深川ひさし、1932年7月1日公開
- 『春秋上州路』 : 監督益田晴夫、1932年8月18日公開
- 『飢えたる武士道』（『餓えたる武士道』） : 監督久見田喬司（久見田喬二）、1932年8月25日公開 - 妹・小露
- 『香椎の馬方』 : 監督岡田敬、1932年9月8日公開 - その娘・お八重
- 『霧の夜の客間』 : 監督三枝源次郎、1932年10月27日公開 - 華子
- 『隠密七生記 静中動篇』 : 監督清瀬英次郎、1932年11月10日公開 - 源太郎妹・信乃
- 『隠密七生記 動中静篇』 : 監督清瀬英次郎、1932年製作・公開 - 源太郎妹信乃
- 『旅合羽だんだら染』 : 監督志波西果、製作日本映画多摩川撮影所、配給日本映画、1933年3月8日公開 - 妹あい
- 『奥州路の朝霧』 : 監督志波西果、製作・配給朝日映画連盟、1933年5月25日公開
- 『決戦高田の馬場』 : 監督池田富保、製作太秦発声映画・ゼーオースタヂオ、配給日活、1933年9月14日公開 - 娘お繁
- 『海援隊快挙』 : 監督志波西果、製作・配給朝日映画連盟、1933年10月19日公開 - 藝者 お龍、現存（NFC所蔵[8]）
- 『千鳥格子 恋の市丸』（『恋の市丸』） : 監督水島正雄、製作ゼーオースタヂオ、配給日活、1933年11月9日公開 - 蔦次
- 『日本人なればこそ』 : 監督三枝源次郎、製作太秦発声映画、配給日活、1934年8月22日公開

### 極東映画
特筆以外すべて製作・配給は「極東映画」である。
- 『唄祭りお染狂乱』（『唄祭お染狂乱』） : 監督古野英治、製作市川右太衛門プロダクション第二部、配給松竹キネマ、1934年11月公開
- 『益満休之助 比叡の巻』 : 監督仁科熊彦、1935年3月20日公開 - 常盤津富士春
- 『益満休之助 江戸の巻』 : 監督下村健二、1935年4月10日公開 - 常盤津富士春
- 『益満休之助 完結篇』 : 監督下村健二、製作極東映画甲陽撮影所、配給極東映画、1935年5月8日公開 - 常盤津富士春
- 『弥八妻恋唄』 : 監督山口哲平、1935年5月15日公開
- 『剣聖 荒木又右衛門』（『荒木又右衛門』） : 監督仁科熊彦、製作極東映画甲陽撮影所、配給極東映画、1935年5月30日公開 - 荒木の妻みね、現存（NFC所蔵[7]）
- 『瓢箪弥九郎』 : 監督下村健二、1935年6月14日公開
- 『血煙奴商売』 : 監督山口哲平、製作極東映画甲陽撮影所、配給極東映画、1935年6月21日公開
- 『月形半平太』 : 監督仁科熊彦、1935年7月12日公開 - 染八
- 『血煙天竜川』 : 監督山口哲平、1935年8月9日公開
- 『関口武勇伝』 : 監督仁科熊彦、1935年8月15日公開
- 『剣唄 葵小僧』 : 監督稲葉蛟児、1935年9月6日公開
- 『神風豪鬼隊 前篇』 : 監督金田繁、1935年9月6日公開 - 九紋竜のお辰
- 『暁の槍騎兵』 : 監督下村健二、1935年9月19日公開
- 『伊達誠忠録』 : 監督仁科熊彦、1935年10月15日公開 - 沢女
- 『身代り勤王党』 : 監督下村健二、1935年10月20日公開
- 『忍術真田十勇士』 : 監督仁科熊彦・山口哲平、1935年11月15日公開
- 『神風豪鬼隊 後篇』 : 監督金田繁、1935年11月21日公開 - 九紋竜のお辰
- 『秀光の源太』（『光秀の源太』） : 監督下村健二、1935年12月5日公開

### 甲陽映画
特筆以外すべて製作は「甲陽映画」、配給は「千鳥興行」のちに「マキノトーキー製作所」である。
配給千鳥興行
- 『旅と春風』 : 監督田丸重雄、製作マキノトーキー製作所、配給千鳥興行、サウンド版、1936年5月22日公開
- 『あばれ長脇差』 : 監督児井秀男（児井英生）、1936年7月8日公開
- 『四谷怪談』 : 監督園池成男、1936年7月23日公開 - 妻お岩・お袖
- 『奇傑黒鷲 前篇』 : 監督下村健二、1936年8月14日公開 - おとよ
- 『柳生二蓋笠』 : 監督高見定衛、1936年8月22日公開 - 但馬守愛妾お多摩、46分尺の16mmフィルムが現存（NFC所蔵[8]）
- 『奇傑黒鷲 後篇』 : 監督下村健二、1936年8月29日公開
- 『侠骨幡随院』（『侠骨番随院』） : 監督園池成男、1936年9月5日公開 - 長兵ヱ女房おきん、39分尺の16mmフィルムが現存（NFC所蔵[8]）

配給マキノトーキー製作所
- 『どくろ大明 第一篇』 : 監督下村健二、1936年10月1日公開
- 『どくろ大明 第二篇』 : 監督高見定衛、1936年10月8日公開
- 『どくろ大明 第三篇』 : 監督下村健二、1936年10月23日公開
- 『若殿三勇士』 : 監督高見定衛、1936年11月7日公開
- 『熱血御陣河原』 : 監督下村健二、1936年11月29日公開
- 『謎の影法師』（『謎の黒法師』） : 監督高見定衛、1936年12月13日公開
- 『驀走白馬隊 前篇』（『爆走白馬隊 前篇』） : 監督下村健二、1936年12月31日公開 - お美津、10分の断片が現存（NFC所蔵[8]）
- 『驀走白馬隊 後篇』（『爆走白馬隊 後篇』） : 監督下村健二、1937年1月5日公開 - お美津、34分尺が現存（NFC所蔵[8]）
- 『豪快村越三十郎』 : 監督高見定衛、1937年3月18日公開 - 姉娘 篠江、現存（NFC所蔵[7]）
- 『忍術浮島城』 : 監督勝見雅之、1937年3月18日公開
- 『深夜の紅独楽』 : 監督高見定衛、1937年4月22日公開
- 『伝法葵くずれ』 : 監督勝見雅之、1937年製作・公開
- 『快闘 富士の男伊達』 : 監督下村健二・久保田富彦、製作甲陽映画・今井映画製作所、配給東宝映画、1937年7月15日公開
- 『お産と民俗』（『お産と民族』） : 監督伊藤弘、製作・配給皇国文化映画協会、1938年7月28日公開